# 東久邇征彦
東久邇 征彦（ひがしくに まさひこ、1973年（昭和48年）4月3日 - ）は、東久邇宮の第3代当主。旧皇族・東久邇信彦（皇籍離脱前は信彦王）の長男。崇光天皇の男系20世子孫（伏見宮邦家親王男系5世孫）、女系で霊元天皇の血を引く。明治天皇の玄孫、昭和天皇・香淳皇后の初曾孫であり、 今上天皇 (徳仁)の従甥にあたる。

## 経歴
イギリスの首都ロンドンの病院において、昭和天皇の初曾孫として誕生した。誕生の直後、記者団へのお目見えが行われた。2019年3月20日、父の死により、東久邇宮の第3代当主となる。

## 系譜
既婚者で男子が2人いる。皇位継承有資格者の不足が指摘される中、東久邇家は旧宮家の中でも昭和天皇の血を引いているなど現皇室との血縁関係が最も濃厚であるため、皇籍復帰の有力候補として脚光を浴びている。
| 征彦 | 父: 信彦王                   | 祖父: 盛厚王     | 曾祖父: 稔彦王（東久邇宮） |
| 征彦 | 父: 信彦王                   | 祖父: 盛厚王     | 曾祖母: 聡子内親王         |
| 征彦 | 父: 信彦王                   | 祖母: 成子内親王 | 曾祖父: 昭和天皇           |
| 征彦 | 父: 信彦王                   | 祖母: 成子内親王 | 曾祖母: 香淳皇后           |
| 征彦 | 母: 東久邇吉子（旧姓：島田） | 祖父: 島田二郎   | 曾祖父: 不詳               |
| 征彦 | 母: 東久邇吉子（旧姓：島田） | 祖父: 島田二郎   | 曾祖母: 不詳               |
| 征彦 | 母: 東久邇吉子（旧姓：島田） | 祖母: 不詳       | 曾祖父: 不詳               |
| 征彦 | 母: 東久邇吉子（旧姓：島田） | 祖母: 不詳       | 曾祖母: 不詳               |

- 大叔父 - 明仁上皇（第125代天皇）
- 従叔父 - 今上天皇（第126代天皇）